# Зечира Мушович
Зечира Мушович (босн. Zećira Mušović, нар. 26 травня 1996, Фалун, Швеція) — шведська футболістка боснійського походження, воротар національної збірної Швеції.

## Ігрова кар'єра

### Клубна
У віці дев'яти років Зечира Мушович почала грати в клубі «Статтена». Провівши два сезони в головній команді, Мушович зробила свій внесок в підвищення команди в класі. Сезон 2013 року воротар почала в клубі «Русенгорд». В складі якого Зечира виграла всі національні трофеї шведського футболу. 
В жовтні 2017 року Мушович підписала з клубом новий трирічний контракт. Але у 2020 році контракт не було продовжено і воротар залишила клуб і приєдналася до англійського «Челсі». З яким вже в першому сезоні стала чемпіоном Англії.
27 червня 2025 року Мушович приєдналася до шведського клубу «Мальме», з якими підписала трирічний контракт.

### Збірна
Зечира Мушович була капітаном юнацької збірної Швеції (U-19) на жіночому чемпіонаті Європи (U-19).
В березні 2018 року Мушович дебютувала в складі національної збірної Швеції. У 2019 році Зечира була в складі національної збірної Швеції на чемпіонаті світу у Франції. Також Мушович грала на чемпіонаті світу у 2023 році в Австралії. На обох турнірах команда Швеції посіла третє місце.

## Титули
Русенгорд
 Чемпіонка Швеції (3): 2013, 2014, 2015
 Переможиця Кубка Швеції (3): 2016, 2017, 2018
 Переможиця Суперкубка Швеції (2): 2015, 2016
Челсі
 Чемпіонка Англії (5): 2020/21, 2021/22, 2022/23, 2023/24, 2024/25
 Переможиця Кубка Англії (3): 2021/22, 2022/23, 2024/25
 Переможиця Кубка ліги (2): 2020/21, 2024/25
Швеція
 Бронзова призерка чемпіонату світу (2): 2019, 2023
 олімпійська віце - чемпіонка: 2020
 Переможиця Кубка Алгарве: 2018, 2022